# Manu (okręg Mehedinți)
Manu – wieś w Rumunii, w okręgu Mehedinți, w gminie Tâmna. W 2011 roku liczyła 57 mieszkańców.